# Клунакул
Клунакул (англ. Cloonacool; ирл. Cluain na Cúile) — деревня в Ирландии, находится в графстве Слайго (провинция Коннахт) у подножья Бычьих гор.
Население — 232 человека (по переписи 2002 года).